# Шульц, Алекс
А́лекс Шульц (нем. Alex Schulz, род. 1993, Штутгарт, Германия) — немецкий диджей и музыкальный продюсер. Известен своей песней «In The Morning Light», композиция вошла в альбом Робина Шульца «Prayer». На музыкальном сайте Spotify песню прослушали более 10 миллионов раз.

## Биография
Алекс Шульц начал заниматься музыкой с пяти лет. Интерес к электронной музыки у него появился в четырнадцать лет.
Шульц записал ремикс песен «Love Me Better» группы Love Thy Btprother, «Waves» певца Dotan’a, «Headlights» Робина Шульца и «Heartbeat» певца Autograf’a, вошедших в альбом Tiesto «AFTR-HRS». Шульц выпустил одиночные синглы «Please Don’t Say You Love Me» и «The Girl From Paris», записал совместно с музыкантом Kiso несколько синглов «Middle», «U & I» и «Dirty Secret».

## Дискография

### Чарты
| Название               | Год  | Позиции в чарте | Альбом   |
| Название               | Год  | AUS             | Альбом   |
| ---------------------- | ---- | --------------- | -------- |
| «In The Morning Light» | 2015 | 120             | «Player» |

### Синглы
| Название                                              | Год  |
| ----------------------------------------------------- | ---- |
| «Ways»                                                | 2015 |
| «Middle» (совместно с Kiso при участии Kayla Diamond) | 2016 |
| «Real You» (при участии A -SHO)                       | 2016 |
| «Be My Lover» (совместно с Sam Feldt)                 | 2017 |

### Ремиксы
2014
- Фил Коллинз — Another Day in Paradise (Felix Jaehn and Alex Schulz Remix)[21]
- Алекс Шульц и Феликс Йен — Dare (Alex Schulz Remix)

2015
- Dotan — Waves (Alex Schulz Remix)
- Робин Шульц — Headlights (Alex Schulz Remix)
- Томас Джек[англ.] — Rivers[англ.] (Alex Schulz Remix)
- Фил Коллинз — Another Day in Paradise (Felix Jaehn and Alex Schulz Remix)
- Hollow Coves — The Woods (Alex Schulz Remix)[22]
- Федер — Goodbye (Alex Schulz Remix)

2016
- Зара Ларссон и MNEK — Never Forget You[англ.] (Alex Schulz Remix)
- The New Coast — Lost In Your Love (Alex Schulz Remix)
- Clean Bandit совместно с Джесс Глинн — Real Love[англ.] (Alex Schulz Remix)[23]
- Major Lazer совместно с Wild Belle[англ.] — Be Together[англ.] (Alex Schulz Remix)
- Kiso совместно с Kayla Diamond — So Londpg (Alex Schulz Remix)
- OneRepublic — If I Lose Myself (Alex Schulz Remix)
- LOVETHYBROTHER — Love Me Better (Alex Schulz Remix)
- Moguai[англ.] — Hold On (Alex Schulz Remix)[24][25]
- Meadowlark — Fire (Alex Schulz Remix)
- MAX MANIE — Laura (Alex Schulz Remix)

2017
- Leo Stannard and Frances — Gravity (Alex Schulz Remix)
- A R I Z O N A — Oceans Away (Alex Schulz Remix)[26]
- Лана Дель Рей — Born to Die (Alex Schulz Remix)
- The Chainsmokers — Paris[англ.] (Alex Schulz & Jona Selle Remix)